# Trinycteris nicefori
Trinycteris nicefori (Sanborn, 1949) è un pipistrello della famiglia dei Fillostomidi, unica specie del genere Trinycteris (Sanborn, 1949), diffuso nell'America centrale e meridionale.

## Descrizione

### Dimensioni
Pipistrello di piccole dimensioni, con la lunghezza totale tra 55 e 68 mm, la lunghezza dell'avambraccio tra 36 e 41 mm, la lunghezza della coda tra 9 e 13 mm, la lunghezza del piede tra 12 e 14 mm, la lunghezza delle orecchie tra 17 e 20 mm e un peso fino a 8,9 g.

### Caratteristiche craniche e dentarie
Il cranio presenta un rostro relativamente lungo e una scatola cranica a cupola. Gli incisivi superiori esterni sono piccoli e separati da quelli interni mentre gli incisivi inferiori sono piccoli e trifidi. Gli ultimi premolari superiori e inferiori sono ridotti e quasi appiattiti. Il quarto metacarpo è il più corto, mentre il terzo è il più lungo. La seconda falange del terzo dito è leggermente più lunga della prima. La seconda falange del quarto dito è leggermente più lunga della prima.
Sono caratterizzati dalla seguente formula dentaria:

### Aspetto
La pelliccia è corta ed uniforme ed è composta da peli di quattro colori. Le parti dorsali variano dal marrone scuro al giallo-brunastro, talvolta arancione brillante. Una sottile striscia dorsale color grigio pallido è spesso presente nella parte inferiore della schiena. Le parti ventrali sono grigio-giallastre. Una maschera scura è presente intorno agli occhi. Il mento è attraversato da un solco longitudinale contornato da un cuscinetto a forma di V, mentre la gola è ricoperta di lunghi e scuri peli rigidi mescolati nella pelliccia. La foglia nasale è appuntita e con la porzione inferiore saldata al labbro superiore. Le orecchie sono moderatamente grandi, appuntite, separate e leggermente concave all'estremità dei due margini. La coda è corta e completamente inclusa nell'ampio uropatagio. Il calcar è molto più corto del piede. Il metacarpo del quarto dito è più corto di quello del quinto, il quale a sua volta è più corto del metacarpo del terzo dito. Il cariotipo è 2n=28 FNa=52.

## Biologia

### Comportamento
Si rifugia all'interno delle cavità degli alberi e negli edifici. L'attività predatoria inizia un'ora dopo il tramonto e un'ora prima dell'alba. 

### Alimentazione
Si nutre di insetti e di frutta.

## Distribuzione e habitat
Questa specie è diffusa nell'America centrale dal Messico meridionale attraverso il Guatemala, Belize meridionale, Honduras nord-occidentale, Nicaragua meridionale, Costa Rica fino a Panama e nell'America meridionale settentrionale, dalla Colombia, Venezuela, Guyana, Suriname, Guyana francese, Ecuador, Perù fino al Brasile nord-orientale e centro-occidentale e la Bolivia nord-occidentale. È presente anche sull'Isola di Trinidad.
Vive nelle foreste sempreverdi e decidue secche di pianura fino a 1.000 metri di altitudine. Nel Perù, Colombia, Ecuador e Venezuela è stato osservato in foreste secondarie, sebbene sembri preferire ambienti incontaminati.

## Conservazione
La IUCN Red List, considerato il vasto areale, classifica T.nicefori come specie a rischio minimo (Least Concern)).